# Gare de Maria-Aalter
La gare de Maria-Aalter est une gare ferroviaire belge de la ligne 50A, de Bruxelles-Midi à Ostende, située dans un hameau à plus d'un kilomètre du village de Maria-Aalter sur le territoire de la commune d'Aalter, dans la province de Flandre-Orientale en région flamande.
Elle est mise en service en 1886 par l'administration des chemins de fer de l'État belge. C'est un arrêt sans personnel de la Société nationale des chemins de fer belges (SNCB) desservie par des trains Omnibus (L) et d'Heure de pointe (P).

## Situation ferroviaire
Établie à 16 m d'altitude, la gare de Maria-Aalter est située au point kilométrique (PK) 76,156 de la ligne 50A, de Bruxelles-Midi à Ostende, entre les gares d'Aalter et de Beernem.

## Historique

### Histoire
L'arrêt « Aeltre-Sainte-Marie » est mis en service le 6 août 1886 par l'administration des chemins de fer de l'État belge. Il n'est ouvert que le vendredi et l'achat des billets se fait à Aalter. En 1887 l'arrêt est ouvert tous les jours.
En 1896, Aeltre-Sainte-Marie est ouvert aux voyageurs avec bagages et le 1er mai 1905 il est ouvert à tous transports.
En 1976, Maria-Aalter est un arrêt sans personnel.

### Nom de la gare
Lors de sa mise en service en 1886, l'arrêt est dénommé « Aeltre-Sainte-Marie ». En 1910 son appellation change pour devenir « Maria-Aalter », qui doit être utilisé quelle que soit la langue.

## Service des voyageurs

### Accueil
Halte SNCB, c'est un point d'arrêt non géré à accès libre. Il dispose de deux quais avec abris.
Un souterrain permet la traversée des voies et le passage d'un quai à l'autre.

### Desserte
Maria-Aalter est desservie par des trains Omnibus (L) et d'Heure de pointe (P) de la SNCB, qui effectuent des missions sur la ligne commerciale 50A (Bruxelles - Ostende / Blankenberge / Knokke / Zeebrugge) (voir brochure SNCB).

#### Semaine
Maria-Aalter est desservie chaque heure par un train L entre Malines et Zeebrugge-Dorp (Zeebrugge-Strand en été) via Bruges, Gand-Saint-Pierre et Termonde.
Plusieurs trains P se rajoutent à cette desserte : un unique train P entre Gand-Saint-Pierre et Bruges le matin, un autre vers midi et un en fin d’après-midi ainsi qu’un unique train P entre Bruges et Gand-Saint-Pierre l’après-midi.

#### Week-ends et fériés
La desserte se résume à des trains L de Zeebrugge-Strand à Gand-Saint-Pierre circulant toutes les heures.

### Intermodalité
De chaque côté des voies, un parc pour les vélos et un parking pour les véhicules sont aménagés.

## Comptage voyageurs
Le graphique et le tableau montrent le nombre de passagers qui en moyenne embarquent durant la semaine, le samedi et le dimanche.
| Nombre de voyageurs qui embarquent à la gare de Maria-Aalter | Nombre de voyageurs qui embarquent à la gare de Maria-Aalter | Nombre de voyageurs qui embarquent à la gare de Maria-Aalter | Nombre de voyageurs qui embarquent à la gare de Maria-Aalter |
|                                                              | Semaine                                                      | Samedi                                                       | Dimanche                                                     |
| ------------------------------------------------------------ | ------------------------------------------------------------ | ------------------------------------------------------------ | ------------------------------------------------------------ |
| 1977                                                         | 257                                                          | 67                                                           | 37                                                           |
| 1978                                                         | 247                                                          | 65                                                           | 38                                                           |
| 1979                                                         | 257                                                          | 84                                                           | 38                                                           |
| 1980                                                         | 271                                                          | 71                                                           | 57                                                           |
| 1981                                                         | 286                                                          | 75                                                           | 51                                                           |
| 1982                                                         | 215                                                          | 81                                                           | 54                                                           |
| 1983                                                         | 247                                                          | 70                                                           | 61                                                           |
| 1984                                                         | 241                                                          | 52                                                           | 52                                                           |
| 1985                                                         | 204                                                          | 56                                                           | 71                                                           |
| 1986                                                         | 173                                                          | 81                                                           | 44                                                           |
| 1987                                                         | 188                                                          | 54                                                           | 55                                                           |
| 1988                                                         | 221                                                          | 96                                                           | 66                                                           |
| 1989                                                         | 174                                                          | 55                                                           | 41                                                           |
| 1990                                                         | 269                                                          | 73                                                           | 53                                                           |
| 1991                                                         | 207                                                          | 72                                                           | 44                                                           |
| 1992                                                         | 274                                                          | 53                                                           | 52                                                           |
| 1993                                                         | 188                                                          | 55                                                           | 54                                                           |
| 1994                                                         | 193                                                          | 60                                                           | 40                                                           |
| 1995                                                         | 199                                                          | 56                                                           | 70                                                           |
| 1996                                                         | 218                                                          | 59                                                           | 32                                                           |
| 1997                                                         | 232                                                          | 60                                                           | 63                                                           |
| 1998                                                         | 251                                                          | 60                                                           | 64                                                           |
| 1999                                                         | 160                                                          | 70                                                           | 46                                                           |
| 2000                                                         | 272                                                          | 71                                                           | 64                                                           |
| 2001                                                         | 213                                                          | 62                                                           | 50                                                           |
| 2002                                                         | 207                                                          | 54                                                           | 42                                                           |
| 2003                                                         | 215                                                          | 67                                                           | 62                                                           |
| 2004                                                         | 169                                                          | 54                                                           | 40                                                           |
| 2005                                                         | 183                                                          | 70                                                           | 51                                                           |
| 2006                                                         | 190                                                          | 80                                                           | 50                                                           |
| 2007                                                         | 197                                                          | 72                                                           | 50                                                           |
| 2008                                                         | -                                                            | -                                                            | -                                                            |
| 2009                                                         | 239                                                          | 99                                                           | 85                                                           |
| 2010                                                         | -                                                            | -                                                            | -                                                            |
| 2011                                                         | -                                                            | -                                                            | -                                                            |
| 2012                                                         | 242                                                          | 61                                                           | 67                                                           |
| 2013                                                         | 254                                                          | 69                                                           | 68                                                           |
| 2014                                                         | 233                                                          | 54                                                           | 61                                                           |
| 2015                                                         | 165                                                          | 57                                                           | 57                                                           |
| 2016                                                         | 170                                                          | 49                                                           | 47                                                           |
| 2017                                                         | 192                                                          | 53                                                           | 56                                                           |
| 2018                                                         | 189                                                          | 102                                                          | 52                                                           |
| 2019                                                         | 205                                                          | 70                                                           | 55                                                           |
| 2020                                                         | 130                                                          | 38                                                           | 52                                                           |
| 2021                                                         | -                                                            | -                                                            | -                                                            |
| 2022                                                         | 225                                                          | 101                                                          | 93                                                           |
| 2023                                                         | 201                                                          | 49                                                           | 46                                                           |
| 2024                                                         | 221                                                          | 63                                                           | 61                                                           |

## Projet et travaux
Dans le cadre du doublement de la ligne, l'arrêt de Maria-Aalter va être totalement réaménagé de 2012 à 2014.

## Galerie de photos

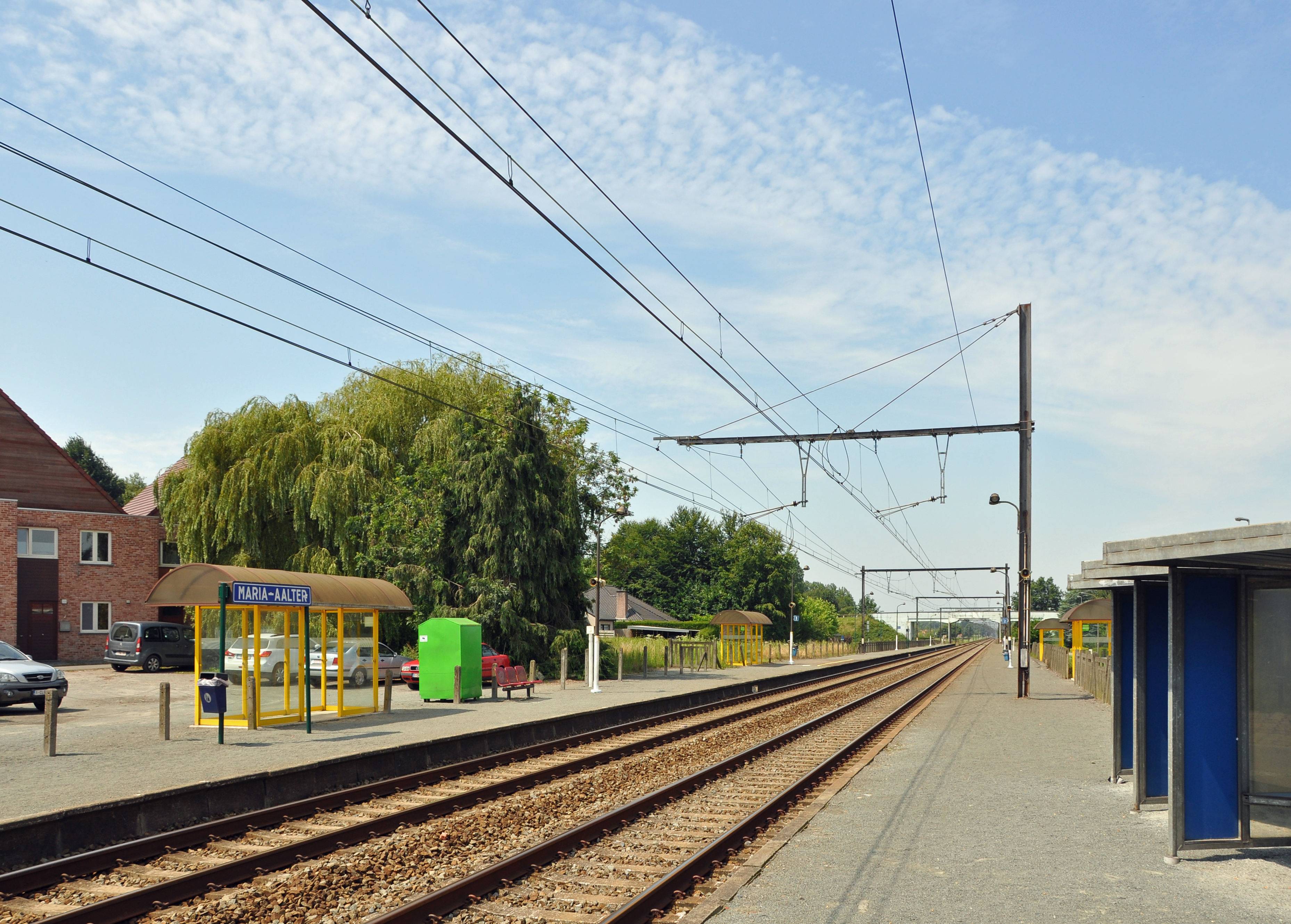
Les voies et les quais.
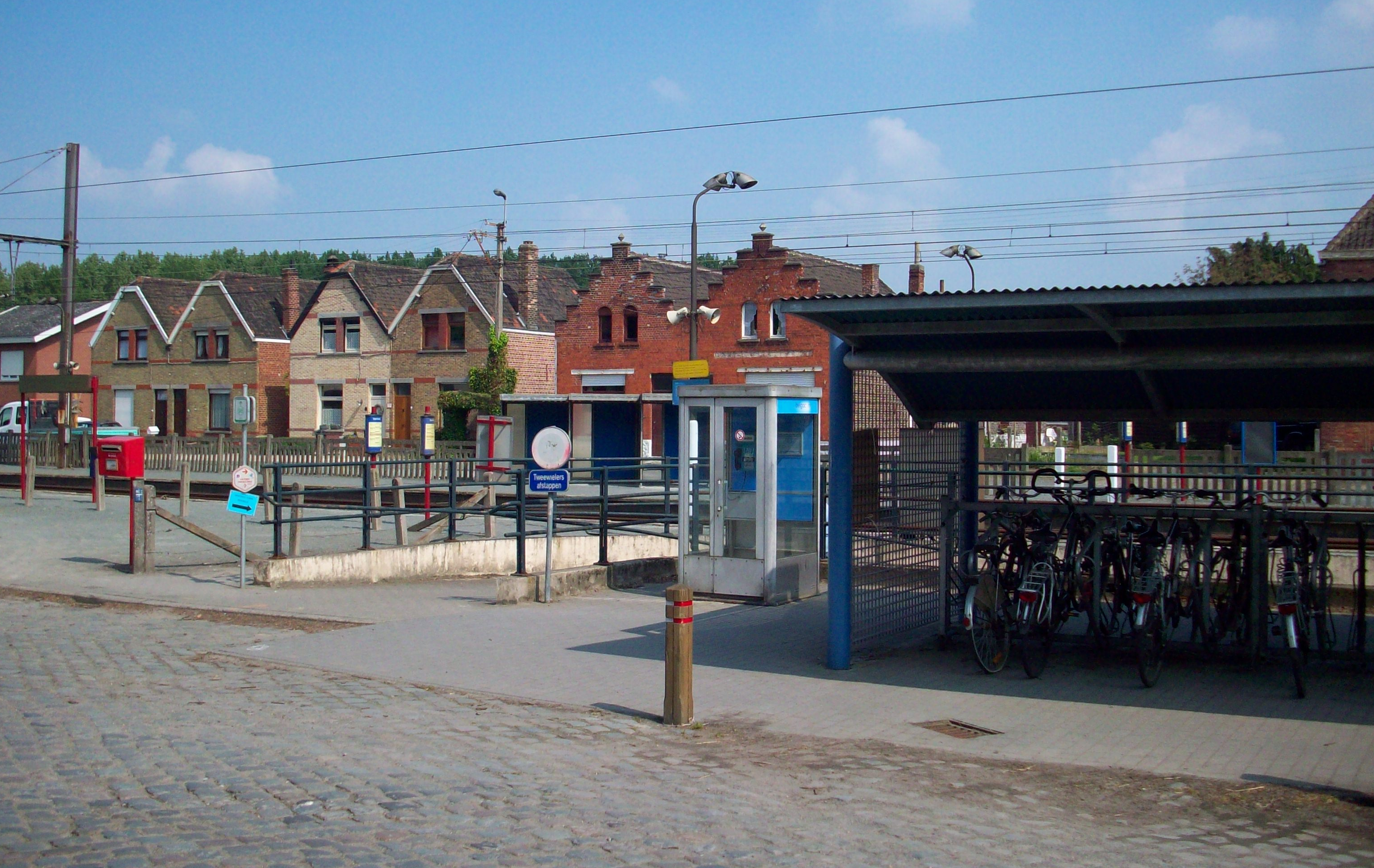
Entrée du passage souterrain et abri à vélos.
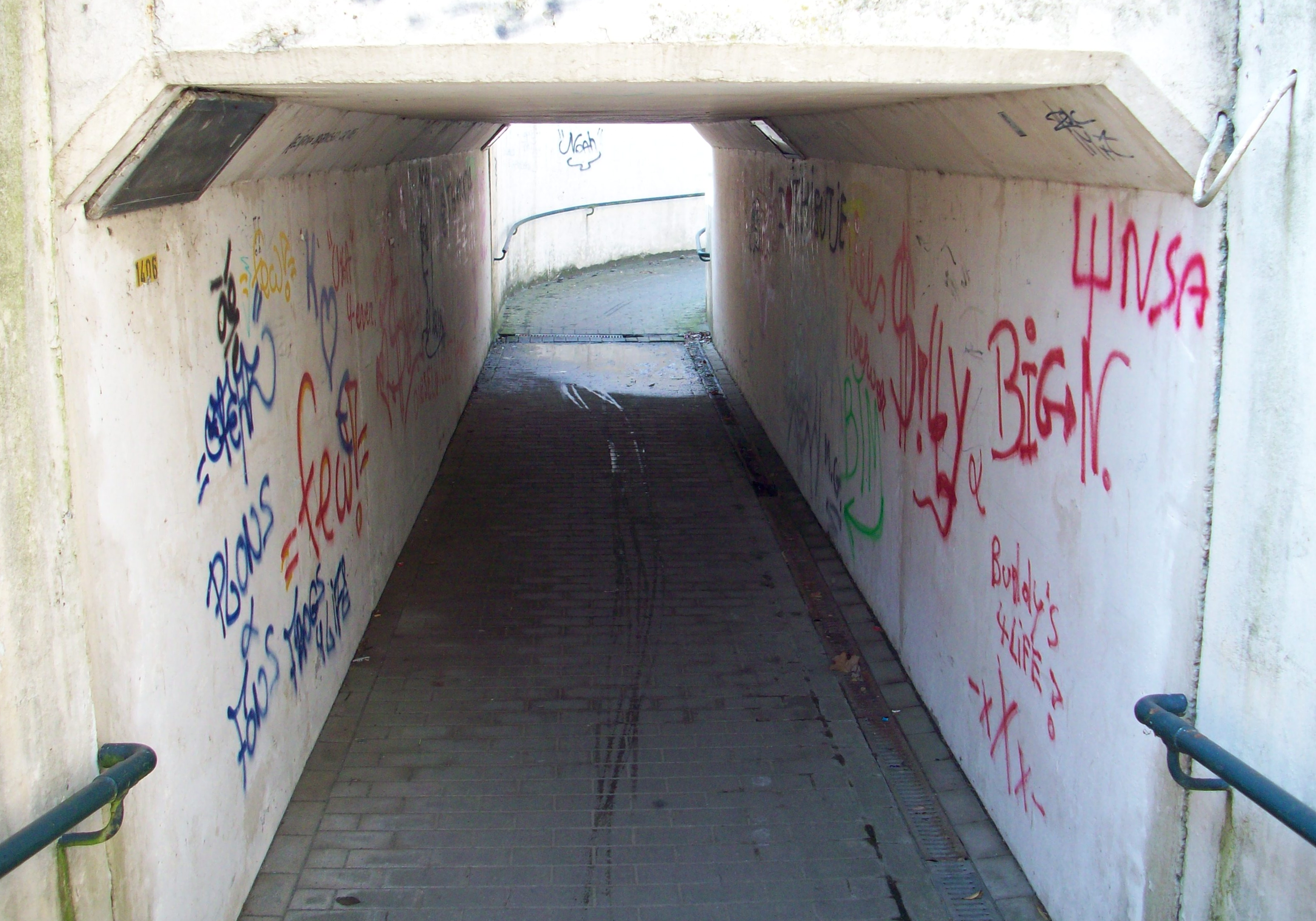
Passage souterrain.
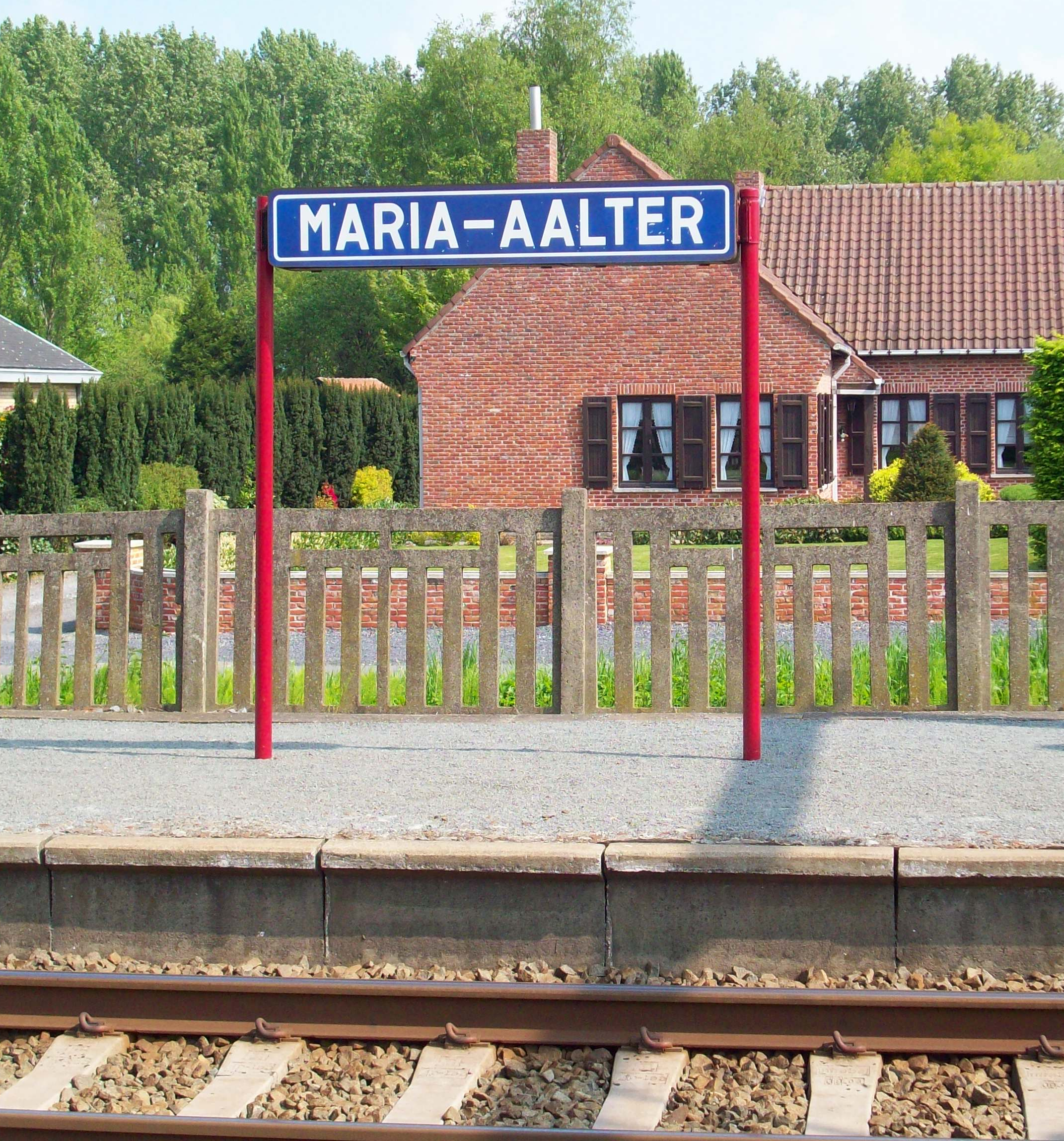
Panneau de quai.